# Харрис, Роберт (убийца)
Роберт Олтон Харрис (англ. Robert Alton Harris; 15 января 1953, Форт-Брэгг, штат Северная Каролина
 — 21 апреля 1992, тюрьма Сан-Квентин, штат Калифорния, США) — американский убийца, который 5 июля 1978 года убил двух подростков на территории города Сан-Диего (штат Калифорния). В 1979 году Харрис был осуждён и приговорён к смертной казни. Он был казнён 21 апреля 1992 года в газовой камере тюрьмы Сан-Квентин. Исключительность делу Харриса придаёт то обстоятельство, что с 1967 года он стал первым казнённым осуждённым на территории штата Калифорния и первым казнённым после отмены моратория на вынесение смертных приговоров в 1976 году. Казнь Харриса  привлекла широчайшее внимание прессы и стала первым исполнением смертного приговора в истории Калифорнии, которое с согласия Харриса и по постановлению суда было записано телекамерами с целью продемонстрировать, что приговорённый к смерти не испытывает во время казни в газовой камере никаких мучений. Данную видеозапись администрация штата Калифорния планировала использовать в качестве доказательства на судебном процессе по иску представителей Американского союза защиты гражданских свобод, которые утверждали в своем иске, что казнь в газовой камере нарушают конституционный запрет на жестокие и необычные наказания

## Биография
Роберт Харрис родился 15 января 1953 года в армейском госпитале  на территории военной базы Форт-Брэгг (штат Северная Каролина), где его отец Кеннет Харрис-старший проходил военную службу. Роберт родился на два месяца раньше срока после того, как его отец избил его мать. Отец Харриса  был участником Второй мировой войны и был награжден наградами «Серебряная звезда» и  «Пурпурное сердце». Мать Харриса – Эвелин Харрис имела 10 братьев и сестер. Она выросла в социально-неблагополучной семье в сельской местности штата Оклахома. Её родители – представители индейского народа чероки, страдали алкогольной зависимостью. Мать Харриса позже вспоминала, что начала употреблять алкогольные напитки в возрасте 8 лет, а будучи подростком из-за алкогольной зависимости вынуждена была собирать хлопок, чтобы заплатить за выпивку. Роберт Харрис был пятым ребенком из девяти детей Кеннета и Эвелин Харрис. В этот период Кеннет Харрис подозревал жену в супружеской измене, вследствие чего утверждал, что Роберт был зачат ею от другого мужчины. В середине 1954 года отец Роберта ударил его бамбуковой тростью, после чего у Роберта были выявлены признаки задержки психического развития. Он страдал дислалией и различными когнитивными нарушениями мышления, которые сопровождались иллюзиями, галлюцинациями и бредом, в течение которых Роберт утверждал о визитах мистических индейцев и полетах на летающих тарелках.  В конце 1950-х Роберт был сильно избит отцом, в результате чего он потерял много крови из-за носового кровотечения. 31 октября 1962 года Кеннет Харрис был уволен из рядов армии США. Задолжав друзьям и знакомым более 2500 долларов, Кеннтет Харрис вместе с женой, которая находилась на шестом месяце беременности и восемью детьми, находившимися в возрасте от 2 до 16 лет, покинул Северную Каролину и переехал на территорию штата Калифорния. Семья остановилась в сельской местности недалеко от города Визалия. В декабре того же года старшая сестра Роберта – Барбара была арестована за совершение кражи. Однако девушка вскоре была отпущена на свободу, так как заявила полиции о том, что её отец подвергает её и её сестер сексуальному насилию. После того как её показания были подтверждены ещё одной сестрой Роберта – 12-летней Ридон, Кеннет Харрис в январе 1963 года был арестован. Он признал себя виновным по всем пунктам обвинения, но по результатам судебно-психиатрического освидетельствования был признан невменяемым, после чего был этапирован в психиатрическую клинику «Atascadero State Hospital», где он провёл 18 месяцев. В этот период Роберт также впервые был арестован по обвинению в жестоком обращении с животными, но вскоре был отпущен на свободу из-за недостатка доказательств. В июне 1964 года его отец вернулся домой, после чего начал подвергать Роберта и остальных членов семьи агрессии. В декабре того же года Кеннет Харрис снова был арестован, после того как мать Роберта вызвала полицию, которая обнаружила Кеннета во время орального секса с одной из его дочерей. Впоследствии он был осужден и получил в качестве уголовного наказания 5 лет лишения свободы. После этого семья Харриса следующие несколько лет постоянно меняла места жительства, путешествуя по разным округам долины Сан-Хоакин. В этот период Роберт Харрис дважды подвергался аресту. В 1965 году он был арестован в состоянии токсического опьянения после нюхания клея в городе Модесто, а в 1966 году был арестован в городе Санта-Роза по обвинению в совершении угона автомобиля. Харрис был осуждён и провёл четыре месяца в учреждении для несовершеннолетних преступников. 
В мае 1967 года Эвелин Харрис и шестеро её детей переехали в небольшую квартиру в городе Сакраменто, где она стала проживать с другим мужчиной. В этот период семья испытывала материальные трудности и жила на социальное пособие по безработице. Через несколько месяцев мать Роберта с четырьмя его братьями и сестрами покинула Сакраменто, оставив 14-летнего Роберта в городе на произвол судьбы. Оставшись без средств к существованию, Роберт вскоре связался с одним из своих братьев и поехал вместе с ним на территорию штата Оклахома, где проживала их сестра Барбара. Через несколько недель сестра и брат Роберта застали его в процессе нюхания клея, после чего Харрис впал в состоянии конфликта с ними, ушёл из дома и совершил совместно с двумя друзьями угон автомобиля. Он был арестован на территории штата Флорида и был осуждён, получил в качестве наказания четыре года лишения свободы, которые он отбывал в различных федеральных исправительных учреждениях. Во время отбытия наказания он совершил попытку самоубийства, порезав себе вены в области запястий. После предотвращения самоубийства он был направлен на судебно-психиатрическую экспертизу, по результатам которой ему был поставлен диагноз шизофрения. В медицинском отчете один из психиатров, проводивших экспертизу написал о существовании вероятности того, что Харрис проведёт остаток своих дней за решеткой.
В 1971 году Роберт получил условно-досрочное освобождение и вышел на свободу. Ему дали 50 долларов на карманные расходы и билет на автобус до города Чула-Виста, где проживал его отец. Появившись в городе, Харрис некоторое время проживал со своим отцом. В этот период он освоил профессию сварщика, устроился на работу и в 1973 году женился на девушке, которая в 1975 году родила ему сына Роберта. После рождения ребенка, его отношения с женой испортились, вследствие чего он потерял работу, начал увлекаться алкогольными напитками и испытывать материальные трудности. В ходе одной из ссор со своей женой, Харрис сильно избил её, после чего она ушла от него вместе с ребенком, с которым Харрис все последующие годы не поддерживал никаких отношений. В этот период он переехал в город Сили (округ Империал) где стал проживать вместе со своим братом Кеннетом в трейлере, расположенном в одном из трейлерных парков. Летом того же года он и его старший брат Кеннет вступили в драку с соседом Харриса по имени Джеймс Уиллер, в ходе которой Уиллер был подожжён с помощью горючей смеси, которой его облил Роберт. От осложнений ожогов Джеймс Уиллер вскоре умер, а братья были арестованы. В конечном итоге Роберт Харрис признал себя виновным в непреднамеренном убийстве и был осуждён, получив в качестве уголовного наказания незначительный срок лишения свободы, который он отбывал в тюрьме «California Men's Colony», расположенной в Сан-Луис-Обиспо. В январе 1978 года, Харрис вышел на свободу снова получив условно-досрочное освобождение.  После освобождения Харрис переехал в Сан-Диего, где проживал в течение нескольких месяцев и перебивался случайными заработками. В начале июля 1978 года по случаю празднования Дня независимости США он получил приглашение от своей сестры и матери посетить их дом и провести с ними выходные, которое он принял. 4 июля 1978 года после пикника в доме матери, Роберт Харрис будучи неплохим психологом, зная закономерности поведения младшего брата, 18-летнего Дэниела, и его психологические потребности по отношению к ожиданиям других, предложил ему, не имевшему до этого проблем с законом, план по совершению  ограбления в Сан-Диего, на что Дэниел ответил согласием.

## Убийства
Перед тем, как ограбить банк, Харрис планировал совершить угон автомобиля с целью поездки на нем к месту совершения ограбления. Приблизительно в 10:30 утра, 5 июля 1978 года Роберт Харрис и его брат Дэниел покинули дом Роберта и поехали в ресторан быстрого питания «Jack in the Box». На парковке ресторана Харрис заметил автомобиль, в салоне которого находились 16-летние хозяин машины Джон Майески и его друг Майкл Бейкер. Парни были в поисках работы и заехали в ресторан с целью перекусить. Поговорив с подростками, Роберт Харрис угрожая им убийством из пистолета Люгера калибра 9 мм завладел контролем над их автомобилем, после чего сел в салон и вынудил парней отправиться в поездку. Дэниел Харрис последовал за ними на «Форде» 1963 года, который принадлежал его брату. Вскоре Роберт Харрис приказал заложниками остановиться в лесистой местности возле водохранилища Мирамар, где заставил парней покинуть салон автомобиля и под угрозой оружия отвел вглубь леса, где примерно в 11:45  застрелил Джона Майески выстрелом в голову и выстрелом в спину. После убийства Майески Майкл Бейкер попытался сбежать от Харриса, но получил огнестрельное ранение в спину, после чего Роберт Харрис нанес ему огнестрельное ранение в область живота и в голову, после чего Бейкер также умер. Убийства подростков Роберт совершил в присутствии Дэниела Харриса, который позже свидетельствовал о том, что Роберт после совершения убийств доел гамбургеры убитых подростков, выпил их напитки, обратил внимание брата на частицы плоти одной из жертв, которые пристали к стволу оружия и уничижительно отозвался о личностях жертв. После убийств братья Харрис подъехали к дому Роберта на двух автомобилях, один из которых оставили возле дома. Используя автомобиль убитых подростков Роберт и Дэниел отправились в ближайшее отделение одного из банков, которое ограбили, получив  более 2000 долларов наличными. Братья покинули отделение банка в 12:30 и вернулись в дом Роберта Харриса, который был расположен в трёх кварталах от дома одной из его жертв Джона Майески.
Примерно в 13:05 полиция по наводке свидетеля, следовавшего за автомобилем подозреваемых от отделения банка до дома, появилась возле дома Харриса, после чего братья были арестованы. В ходе обыска полиция изъяла у Роберта  украденные деньги, пистолет и 20 патронов. Во время осмотра дома, представители правоохранительных органов обнаружили в камине тлеющую одежду и лыжные маски, которые братья использовали во время ограбления в целях маскировки. Автомобиль Майески был обнаружен в гараже дома. Одним из офицеров полиции, проводивших арест Роберта Харриса был 35-летний Стив Бейкер, отец Майкла Бейкера, который узнал о смерти сына лишь через несколько часов после ареста, когда были обнаружены трупы.  
Вечером того же дня, будучи в полицейском участке, Дэниел Харрис  после разговора с полицией не выдержал давления, расплакался и дал показания, в которых подробно описал похищение и убийство жертв своим братом. На основании его свидетельств, через несколько часов офицеры полиции выехали на место преступления, где обнаружили тела убитых в местности, указанной Дэниелом Харрисом, вследствие чего Роберту были предъявлены обвинения в убийстве. Во время допросов, Роберт Харрис  признал совершение ограбления банка, но отрицал причастность к похищению молодых людей и их убийствам. Он заявил, что автомобиль, который принадлежал подросткам предоставил ему Дэниел.

## Суд
Судебный процесс над Робертом Харрисом открылся в ноябре 1978 года. Так как Харрис не имел возможности нанять адвоката, защитник был предоставлен ему государством. Из-за низкой оплаты труда предоставленный адвокат во время судебного процесса ненадлежаще исполнял свои обязанности, в частности, не подал ряд ходатайств о проведении судебно-психиатрической экспертизы для установления степени вменяемости Харриса. Результаты экспертизы могли бы существенно повлиять на окончательный вердикт жюри присяжных заседателей. С момента ареста и до начала судебного процесса преступления Харриса стали предметом широкой огласки в СМИ, однако на судебном процессе его адвокат не сделал никаких заявлений о том, что пристальный публичный интерес к личности подозреваемого не позволял Роберту получить справедливое судебное разбирательство. Во время отбора членов жюри присяжных заседателей один из потенциальных присяжных пожаловался судье на враждебные комментарии, сделанные другими присяжными в адрес Роберта Харриса. Впоследствии, по крайней мере, девять из двенадцати избранных присяжных заседателей заявили о том, что были осведомлены о деталях уголовного дела из-за досудебной огласки, что противоречило запрету членам жюри собирать сведения по уголовному делу вне судебного заседания. В начале 1979 года суд признал Роберта Харриса виновным в совершении двух убийств, после чего 6 марта того же года он был приговорен к смертной казни. Дэниел Харрис также был осужден за соучастие в убийствах, но вследствие соглашения о признании вины, был приговорён к незначительному сроку лишения свободы и вышел на свободу в 1983 году.

## В заключении
После осуждения Роберт Харрис был этапирован в камеру смертников тюрьмы Сан-Квентин, где он провёл все оставшиеся годы жизни в ожидании исполнения смертного приговора. В 1981 году он подал апелляцию, которая была отклонена. В последующие годы он собрал команду адвокатов, которые в разные годы подали ещё ряд апелляций, указывая на нарушения его конституционных прав во время судебного процесса, на основании выявленных свидетельств, доказывающих вероятность наличия у Харриса психического расстройства и последствий органического поражения головного мозга, что по мнению Харриса являлось смягчающими обстоятельствами. Ни в одной из этих апелляций вина Роберта Харриса не оспаривалась. Харрис настаивал на отмене смертного приговора и назначения ему уголовного наказания в виде пожизненного лишения свободы. Всего, начиная с 1979 года, Харрису 5 раз в разные годы назначали дату исполнения казни, но каждый раз дата исполнения смертного приговора переносилась. Тем не менее, все апелляции были отклонены, так как отягчающим обстоятельством совершения преступлений было признано девиантное поведение Харриса, во время которого он рядом с телами убитых употребил в пищу их еду и напитки. 
После отклонения последней апелляции Харриса, очередная дата его казни была назначена на 21 апреля 1992 года. В начале 1992 года адвокаты Роберта Харриса обратились к Губернатору штата Калифорния Питу Уилсону с просьбой о помиловании, но он отказал, после чего адвокаты провели пресс-конференцию, в ходе которой пытались убедить Уилсона пересмотреть своё решение на основании того, что Харрис родился с фетальным алкогольным синдромом и был подвергнут издевательствам в детстве, что привело в итоге к психическим, эмоциональным и поведенческим проблемам. В апреле того же года, незадолго до  исполнения смертного приговора, адвокаты Харриса подали последнюю апелляцию. В апелляционном документе утверждалось, что одно из убийств в действительности мог совершить его брат Дэниел Харрис, однако прокуратура назвала апелляцию безосновательной тактикой, призванной лишь отсрочить казнь. Кроме этого его адвокаты подали в Сан-Франциско федеральный иск о гражданских правах, пытаясь отсрочить казнь на том основании, что использование смертоносного газа является нарушением конституционного права на защиту от жестоких и необычных наказаний. В иске, в котором использовались эмоциональные высказывания переживших Холокост и врачей, утверждается, что убийство осуждённых путём принуждения их вдыхать пары цианистого водорода в газовой камере вызывает у них страдание и физическую боль.
Для того, чтобы исповедаться перед казнью, Харрис попросил разрешения у администрации тюрьмы пригласить в Сан-Квентин его троюродного брата Леона Харриса, который являлся священником в одной из церквей города Мобил (штат Алабама), но ему было отказано, после чего адвокаты подали очередной иск в суд. В конечном итоге, суд сославшись на право свободы вероисповедания согласно гарантиям, указанных в Первой поправке к Конституции США, постановил чтобы администрация тюрьмы Сан-Квентин разрешила Харрису встречу с его троюродным братом. 
Начиная с 1978 года Дэниел Харрис сделал множество противоречивых заявлений о своем брате, убийствах Майески и Бейкера. Незадолго до казни брата, Дэниел дал интервью газете «San Diego Union-Tribune», в ходе которого отказался признать свое непосредственное участие в совершении убийств и назвал Роберта садистом, однако позже он заявил о том что 5 июля 1978 года во время допроса в полицейском участке рассказал следователям о том, что первый выстрел во время совершения убийств произвел именно он, но следователи пригрозили ему уголовным наказанием в виде смертной казни за подобные заявление и вынудили его дать показания против брата и стать таким образом ключевым свидетелем обвинения на судебном процессе. Адвокаты Роберта в свою очередь заявили, что свидетельства доказывают тот факт, что Роберт начал стрелять только после того, как его брат первым открыл огонь. По версии команды защиты Харриса, Роберт не планировал убивать подростков, но после первого выстрела Дэниела перешёл в особое психическое состояние, находясь в котором застрелил их. Старший брат Роберта и Дэниела – Рэндалл Харрис подтвердил свидетельства Дэниела об этих фактах, отметив, что Дэниел признался через несколько лет после освобождения из тюрьмы, что  первый выстрел произвёл он, а затем Роберт будучи в состоянии аффекта от увиденного также открыл огонь.

## Казнь
Роберт Харрис был казнён в газовой камере тюрьмы Сан-Квентин рано утром 21 апреля 1992 года в присутствии 13 фотокорреспондентов, которые согласно постановлению суда записали процесс казни с помощью видеокамер и 48 свидетелей казни, в числе которых находились его родственники и родственники его жертв. Свой последний день жизни он провёл в обществе двух сестер, брата, нескольких друзей, одного из адвокатов и психолога. Исполнение смертного приговора началось в 3.49 утра, но в течение двух последующих часов трижды приостанавливалось из-за постановления Апелляционного суда девятого округа США об отсрочке  исполнения приговора до июля 1992 года. Офис генерального прокурора штата Калифорния в экстренном порядке обжаловал постановление суда на том основании, что окружные апелляционные суды превышают свои полномочия. В итоге, за 36 минут до начала казни, в Сан-Квентин был получен факс с постановлением Верховного суда США о возобновлении казни и запрете любому федеральному суду вмешиваться в исполнение приговора, после чего исполнение смертного приговора было возобновлено в 5.53 утра. Непосредственно перед началом казни, Харрис обратился к отцу одного из убитых им мальчиков – Стивену Бейкеру и попросил у него прощения за смерть сына.
Вопреки ожиданиям сторонников казни в газовой камере, казнь Харриса продолжалась 14 минут, в течение которых у Роберта Харриса наблюдались предсмертные судороги, сильный кашель и повышенное слюнотечение. Роберт Харрис был объявлен мертвым в 6.22 минуты утра. По свидетельствам начальника тюрьмы Сан-Квентин Дэниэла Васкеса, в качестве последнего слова Харрис произнес следующее :«Вы можете быть королем или дворником, но все танцуют с Мрачным Жнецом» (англ. «You can be a king or a street-sweeper, but everybody dances with the Grim Reaper»). Эта цитата являлась искаженной фразой, которую произносил персонаж Уильяма Сэдлера в фильме «Новые приключения Билла и Теда».
Во время казни за воротами тюрьмы несколько десятков сторонников отмены смертной казни организовали митинг, в ходе которого произошли столкновения участников митинга со сторонниками применения смертной казни.